# Gelonaetha baia
Gelonaetha baia är en skalbaggsart som beskrevs av Holzschuh 1995. Gelonaetha baia ingår i släktet Gelonaetha och familjen långhorningar. Inga underarter finns listade i Catalogue of Life.